# ورزشگاه آل نهیان
ورزشگاه آل نهیان یک ورزشگاه چند منظوره در شهر ابوظبی، امارات واقع شده‌است.

این ورزشگاه متعلق به باشگاه الوحده است و مالک آن خانواده آل نهیان است. این ورزشگاه در سال ۱۹۹۵ ساخت شده‌است.

## مسابقات مهم
این ورزشگاه به عنوان ورزشگاه خانگی باشگاه الوحده ابوظبی مورد استفاده قرار می‌گیرد. علاوه بر بازی‌های خانگی الوحده بازی‌های مرحله گروهی جام جهانی جوانان ۲۰۰۳ هم در این ورزشگاه انجام شده‌است.
تا کنون تیم‌های پرسپولیس و ذوب‌آهن ایران در این ورزشگاه مسابقه داده‌اند.
این ورزشگاه در چارچوب مسابقات جام ملت‌های آسیا در سال ۲۰۱۹ به عنوان یکی از ورزشگاه‌های میزبان این رقابت‌ها مورد استفاده قرار گرفت. در مرحله گروهی جام ملت‌های آسیا ۲۰۱۹ چهار بازی از مرحله گروهی و یک بازی از مرحله یک شانزدهم نهایی در این ورزشگاه انجام شد. بازی دوم تیم ملی فوتبال ایران در مرحله گروهی برابر تیم ملی فوتبال ویتنام نیز یکی از چهار بازی مرحله گروهی بود که در استادیوم آل نهیان ابوظبی برگزار شد.